# Ferula sinaica
Ferula sinaica är en flockblommig växtart som beskrevs av Pierre Edmond Boissier. Ferula sinaica ingår i släktet stinkflokesläktet, och familjen flockblommiga växter. Inga underarter finns listade i Catalogue of Life.